# Filomena Gonçalves
Maria Filomena Gonçalves Pronto Moita Flores (Lisboa, 11 de junho de 1961) é uma atriz, produtora e escritora portuguesa conhecida artisticamente como Filomena Gonçalves.
Das 40 produções televisivas em que já participou (de 1984 a 2021), 16 foram escritas pelo seu marido, Francisco Moita Flores, sendo que a única produção com a participação do esposo como argumentista em que Filomena Gonçalves não entrou como atriz foi Capitão Roby (SIC, 2000). 15 dessas 16 produções foram emitidas pela RTP, entre 1995 e 2020.
Nasceu na Penha de França, Lisboa, mas passou a infância e a juventude em Setúbal.
Durante vários anos subiu aos palcos do Teatro de Animação de Setúbal. Estreou-se em televisão na telenovela Chuva na Areia, no ano de 1985.
No Teatro Experimental de Cascais, entrou em peças como "A Morte de Danton", "Rei Lear", "A Lua Desconhecida" e "O Pecado de João Agonia".
Em 1989, desempenhou o papel de Ricardina na novela Ricardina e Marta. Em 1992, participou em "Amor e Dedinhos do Pé".
Em 2004, participou na série A Ferreirinha, onde desempenhou o papel de Antónia Ferreira, a Ferreirinha. Seguem-se as séries Pedro e Inês e João Semana. Em 2006 entra em Quando os Lobos Uivam, da RTP.
Participa na telenovela Vila Faia, de 2008. Entre 2009 e 2011, participou na série Morangos Com Açúcar, como Linda Porfírio.
Integrou o elenco da telenovela Doida por Ti, da TVI, no papel de Marília Gomes, empregada da família Varela: Mário (Paulo Pires) e Carmo (Luísa Cruz).
É casada com o escritor Francisco Moita Flores desde 1997. Têm uma filha em comum, Matilde (6 de abril de 1998).

## Trabalhos em televisão
- Festa É Festa, Adelaide Festas - 2021
- O Atentado, Avó - 2020
- Doida por Ti, Marília Gomes - 2012 - 2013
- O Último Verão, Leonor - 2012
- Princesa, diretora da escola - 2012
- Maternidade, Elisa - 2011
- República - 2010
- Morangos com Açúcar séries VII e VIII, Linda Porfírio - 2009 - 2011
- Vila Faia, Filipa Silveira - 2008 - 2009
- Quando os Lobos Uivam, Márcia - 2006
- Pedro e Inês, Madre - 2005
- João Semana, Maluca - 2005
- A Ferreirinha,  Antónia Ferreira, a Ferreirinha -  2004
- Lusitana Paixão, Teresa Estrela D'Alva -  2002
- Sonhos Traídos, Maria de Lurdes Pereira - 2002
- O Processo dos Távoras, D. Mariana Vitória de Bourbon -  2001
- Alves dos Reis, Sibila - 2000
- Conde de Abranhos, Casimira - 2000
- Raia dos Medos, Maria - 1999 - 2000
- Médico de Família, Ema - 1999 - 2000
- Uma Avó dos Diabos - 1999
- Esquadra da Polícia, Comissária Maria Xavier -  1999
- Ballet Rose, Rosa de Mello -  1997 - 1998
- Filhos do Vento, Margarida Abrantes - 1996 - 1997
- Polícias, Rita -  1996
- Primeiro Amor, Sílvia - 1995
- Desencontros, Clara Resende - 1994
- Verão Quente, Joana - 1993
- Telhados de Vidro, Rosário - 1992 - 1993
- Por Mares Nunca Dantes Navegados - 1991
- Le Canon de Junot (Le Retour D’Arséne Lupin) - 1989
- Ricardina e Marta, Ricardina - 1989
- Um Chapéu de Palha de Itália, Helena - 1989
- Luísa e os Outros (telefilme) - 1989
- Duarte & C.a - 1988
- Passerelle, Lena - 1988
- Histórias que o Diabo Gosta - 1988
- Palavras Cruzadas, Joana - 1986
- Vem aí o Pai Natal (telefilme) - 1985
- Chuva na Areia, empregada doméstica de Odete - 1984

Cinema
- Amor e Dedinhos do Pé - 1992

Teatro 
- Shirley Valentine - Teatro Dramax - 2020
- A Casa de Bernarda Alba - Teatro Dramax - 2019
- O Avarento - A Barraca - 1995
- Dinis e Isabel - Teatro da Politécnica - 1992
- A Morte de Danton - TEC 1988/1991
- Rei Lear - TEC 1988/1991
- A Lua Desconhecida - TEC 1988/1991
- O Pecado de João Agonia - TEC 1988/1991
- Menino de Sua Mãe - TAS 1984/1988
- Luísa Todi - TAS 1984/1988
- Auto da Barca do Inferno - TAS 1984/1988
- O Empadão e o Bobo - TAS 1984/1988
- Etiquetas - TAS 1984/1988